# 日本の刑務所
日本の刑務所（にほんのけいむしょ）について本項では解説する。
日本では、刑務所は何らかの法令に反する行為に及び（または状態に達し）、裁判所の確定判決により、死刑以外の身体拘束を伴う刑罰（懲役、禁錮など）が確定し、その刑に服することとなった者を収容する施設のことをいう。日本では法務省の施設等機関で、法務省矯正局が所管している。

なお、全国の刑務所のうち、医療的な処置が必要な者を収容するために設けられた刑務所を医療刑務所（いりょうけいむしょ）と呼び、2007年（平成19年）5月から開始された、PFI方式を採用して新設された刑務所は「社会復帰促進センター（しゃかいふっきそくしんセンター）」と呼ばれる。また、飲酒運転など重大な交通違反や交通事故を起こし、禁錮または懲役の刑を受けた者を収容する刑務所を交通刑務所（こうつうけいむしょ）と呼ぶことがある（市原刑務所（千葉県市原市）・加古川刑務所（兵庫県加古川市））。

## 概要
刑務所、少年刑務所及び拘置所を総称して「刑事施設」という。このうち、刑務所及び少年刑務所は、主として受刑者を収容し、改善更生、社会への円滑な復帰などを目的とするさまざまな処遇を行う施設であり、拘置所は、主として刑事裁判が確定していない未決拘禁者を収容する施設である。刑務所及び少年刑務所では、受刑者への指導を通じてさまざまな処遇を行っており、2022年（令和4年）現在、全国に66庁（その他にも若干の支所がある）が設置されている。
拘置所では主として勾留中の被疑者・被告人を収容し、これらの者が逃走したり、証拠隠滅したりすることを防止するとともに、公平な刑事裁判が受けられるように配慮すべきとされており、2006年（平成18年）現在では全国に東京拘置所など7庁が設置されている。なお、拘置所7庁の他に、全国の刑務所の下に「拘置支所」が多数置かれている。2018年（平成30年）現在、全国の刑務所、少年刑務所及び拘置所（それらの支所を含む。）においては約17,500人の刑務官が勤務している。
2023年（令和5年）7月31日発表された、法務省矯正統計統計表によると、2022年（令和4年）12月末時点で、刑務所と拘置所及び労働拘置所に収容されている人数は41,541人である。
東日本大震災以降、災害時の避難所として利用するため、施設と自治体の間で防災協定を交わす動きが進んでおり、2016年4月19日現在のところ全国14の施設で協定が結ばれている。

## 歴史

### 律令制時代
律令制下の日本では刑部省の下に獄所を掌る囚獄司が設置され、都にあった左右の獄所を監督した。
『延喜式』によれば、囚人は鈦または盤枷を嵌められて3・4人の組を編成され、日中は鈦・盤枷を外されて労役に従事した。後に検非違使が獄所を監督するようになった。だが、平安時代後期になると機能が衰退し、11世紀には獄舎は破損して脱獄が容易になり、また代替施設として用いられた検非違使職員の屋敷などでは囚人は鈦・盤枷は嵌められず、邸内は自由に行動でき、籠居した者よりも良い待遇を受けていたという。その背景として、罪人といえども人間を特定の場所に幽囚することを罪悪視する当時の観念が影響したとみられている。それでも京都の右獄は鎌倉時代後期まで、左獄は戦国時代まで存在していた。18世紀に左獄は現在の中京区六角通りに位置し、三条新地牢屋敷（六角獄舎）となった。

### 江戸時代
江戸時代には裁判待ちの者や死刑執行待ちの者を収容する施設として牢屋（牢屋敷）があった。江戸・小伝馬町の牢には、天明の打ちこわしや、天保の改革の時には最大900名も収容されていたが、基本的には未決囚の収容施設で幕府は収容期間の短縮をはかって、6か月以内に処分を定める原則を作っていた。吉田松陰は6カ月ばかり入獄していた。処分は、死刑、遠島、追放、刺青、鞭打ちなどである。
牢屋、特に上位身分の者を収容する揚座敷・揚屋は数が十分でないことから、預けと称して私人等の家屋敷を用いて拘禁することも広く行われた。また、軽罪の無宿者向けに職業訓練施設を兼ねた加役方人足寄場が設置されたり、現在の医療刑務所に相当する溜が設置された。
肥後藩の宝暦の改革をなした細川重賢(1720-1785)は、『刑法叢書』を作り、それまで死刑か追放刑という刑罰内容だったものを変更し、追放刑を笞刑（むちで打つ）と徒刑（懲役）に減刑。刺青と眉を剃らせた（5日に1回で、眉なしと呼ばれた）。罪人の社会復帰を容易にした。死刑以外は15日以内に判決がきめられた。この『刑法叢書』は明治憲法下の刑法の手本とされ、熊本から多くの人材が司法畑に採用された。徒刑小屋を現在の熊本市一新小学校の所に作った。懲役刑受刑者は、晴天の日は引率されて土木工事に従事、雨天は作業場で手仕事をして、賃金をもらい半分は生活費、刑期を終えた時に元手金とした。

### 明治・大正・昭和期
明治政府は当初江戸幕府の法を継承したが、まもなく養老律令と『刑法叢書』そして清国法を元として仮刑律を制定した。仮刑律では笞刑、杖刑、徒刑、流刑と死刑が定められた。その後、1870年の新律綱領でも刑罰は継承されたが、1871年の懲役法で笞刑と杖刑が廃止され、西洋法を取り込んだ1873年の改定律例では徒刑と流刑が懲役刑に置き換わることとなった。自由刑を執行する行刑施設を規定する法令として1871年に徒場規則が制定され、翌年の1872年に欧米諸国（主にフランス法）に学んだ監獄則が制定された。監獄は集治監、監倉、懲役場、拘留場、留置場、懲治場の6種類と定められた。このうち「懲治場」は若年者を収監する監獄であり、幼年監獄とも呼ばれ、後に少年刑務所となる。また当初裁判所の管轄下に置かれた「監倉」は未決囚を収監する監獄であり、後に拘置所となる。
1881年・1889年・1899年に監獄則は改正された。1888年には大日本監獄協会が設立され、ドイツ法に学んだ1889年改正監獄則では監獄を集治監、仮留監、地方監獄、拘置監、留置場、懲治場の6種類に分類した。
1908年に監獄法が制定され、監獄は懲役監、禁錮監、拘留場、拘置監の4種類と定められた。
明治期の監獄は当初、政府が設置する集治監と道府県庁が設置する集治監以外の監獄に分けられた。
後者は牢屋（牢屋敷）及び徒場（徒刑場、徒罪場）と言う名称で道府県庁聴訟課により設置されていたが、1873年に囚獄及び懲役場と改称された。
前者の集治監は東京府と宮城県に設置され、後に北海道と福岡県にも設置された。集治監の行政組織は集治監官制と北海道集治監官制によって定められた。
1893年に地方官官制が制定され、道府県庁の設置する監獄は監獄署と改称された。1900年に内務省官制と司法省官制の改正が行われ、行刑政策は司法省の管轄下となった。同年、府県監獄費及府県監獄建築修繕費ノ国庫支弁ニ関スル法律（監獄費国庫支弁法）が制定され、道府県庁の設置する監獄署も国費で運営されるようになった。
1903年に集治監官制の後法として監獄官制が制定され、道府県庁の設置する監獄署も全て司法省に移管されて名称を監獄で統一された。
1922年（大正11年）に監獄官制が全面改定され、刑務所及び少年刑務所と改められた。
女子刑務所は1930年代の時点で宇都宮刑務所栃木支所、京都刑務所宮津支所など全国で7カ所が存在していた。

#### 条約改正と監獄
明治時代に結ばれていた不平等条約のうち、治外法権と領事裁判権の撤廃について欧米諸国から提示されていた条件に監獄制度の改善が挙げられる。1872年の監獄則並図式により法制度と洋式監獄の図面を調えたが、地方監獄では予算がなく旧式監獄を修繕しながら使用し続けていた。
1894年の第一次条約改正により治外法権と領事裁判権が撤廃され、外国人を収監することになると外国人ノ処遇標準（内務省内訓第712号）を設けた。また、レンガ造りの巣鴨監獄（1895年）をはじめ、五大監獄と言われた千葉監獄、長崎監獄、金沢監獄、鹿児島監獄、奈良監獄を建設し、外国人囚人の受け入れ体勢を調えた。このような監獄改善の取り組みは東洋からも高く評価され、中国（清）からも視察が行われた。

#### 軍事刑務所
第二次世界大戦前は各地に衛戍司令官が置かれていた。衛戍司令官はその衛戍地警備の責に任じ、兵力使用の権限も与えられた。各衛戍地には所要に応じて衛戍病院、武庫、衛戍監獄（後に衛戍刑務所、衛戍拘置所となる。）が置かれ、衛戍司令官が所管した。大正4年に作った熊本市の地図に衛戍監獄という施設がある（以前は陸軍監獄であった）。
現役軍人・軍属の行刑権は、所属する軍にあり、衛戍監獄は所管の軍人等を収監するために設置された。そのため前述の監獄則・監獄法は衛戍監獄には適用されず、陸軍監獄則（後に陸軍監獄条例、陸軍監獄令）並びに海軍監獄則（後に海軍監獄令）が適用された。また、行政組織としても監獄官制が適用されず、陸軍監獄官官制並びに海軍監獄官官制が適用された。一般の監獄が刑務所と改称したことに合わせ、陸軍監獄並びに海軍監獄は、1922年に陸軍刑務所へ、1923年に海軍刑務所に改称した。
第二次世界大戦後の1945年に、ポツダム命令による日本軍解体に伴い、東京陸軍刑務所など大部分が廃止された。しかし横須賀海軍刑務所や佐世保海軍刑務所、小倉衛戍刑務所のように一部の刑務所は、刑務所として引き継がれた。

#### 昭和期に於けるハンセン病収容者問題
1947年8月、日本共産党は患者にも参政権が認められたので、ハンセン病療養所である国立療養所栗生楽泉園を訪れ、そこに懲戒検束規定に基づく特別病室、別名「重監房」を見学した。そこでは22人が獄死していた。国会で論議となり、悪質な患者の処分に困窮した療養所は刑務所の建設を要求、また厚生省は代用監獄案を提出した。その後、国立療養所栗生楽泉園で韓国朝鮮系の患者により3人が殺害された事件を機に刑務所の必要性が強く認識されるようになった。更に熊本県で藤本事件が発生し、国立療養所菊池恵楓園に接続して1953年に法務省管轄下の菊池医療刑務支所が設置された。一般のハンセン病療養所の入所者は、菊池医療刑務支所から出所した患者を療養所に受け入れず、様々な問題を残した。1982年に古い建物は更新されたが、1996年らい予防法廃止時その機能は廃止された。長年入所者はいなかった。

#### 囚人労働
徳川幕府は1778年から佐渡金銀山に無宿者を鉱山役夫（水替人足）として送り込み、労役に着かせた。また、1790年に火付盗賊改長谷川宣以の建議で設立した江戸・石川島の人足寄場に軽罪の囚人と無宿者を収容し、労役に着かせた。後に水戸（常陸上郷村）、大阪、長崎、箱館、横須賀などに人足寄場が作られた。この人足寄場は収容施設兼職業訓練施設として日本の近代的自由刑の原形となった。
明治時代に入ると身体刑が廃止され、懲役などの自由刑が主流となる。三池炭鉱は最初は政府直轄であったが、後で三井組が払い下げをうけ、三井三池炭鉱となった。ここには福岡、佐賀、長崎、熊本の監獄から囚人が送られて労働した。明治時代、阿蘇の難路の工事は熊本監獄の囚人により完成した。熊本の三角港の完成にも300人の囚人が使役された。3年余におよぶ過酷な労働で死亡した囚人69人を合葬した「解脱墓」が天草五橋1号橋の道路わきの林の中に建っている。
北海道開拓のために設置された樺戸・空知・釧路・網走の各集治監では道路建設や硫黄鉱山・炭鉱採掘に囚人が使役された。
上川道路仮道の建設では4000円の当初予算に対し、1877円～3787円（工賃15銭/人）と言う格安の記録が残されている。北見道路における建設作業を行っていた樺戸・空知・釧路（網走外役所）の各集治監ではわずか半年間に180人が死亡した。死亡した囚人は鎖を外されぬままに埋葬された。また、アトサヌプリ（硫黄山）における採掘作業を行っていた釧路集治監では505人が死亡し、標茶霊園に合葬されている。
第二次世界大戦後の1948年（昭和23年）6月4日には、北海道開発名誉作業班が設立。全国の刑務所より2820人の優良受刑者が集められ、道内22箇所で土地改良、開墾、道路構築、河川改修、護岸工事などに従事した。

#### 監獄教誨
| 仏式教誨室 |  | キリスト教式教誨室 |
| 仏式教誨室 |  | キリスト教式教誨室 |

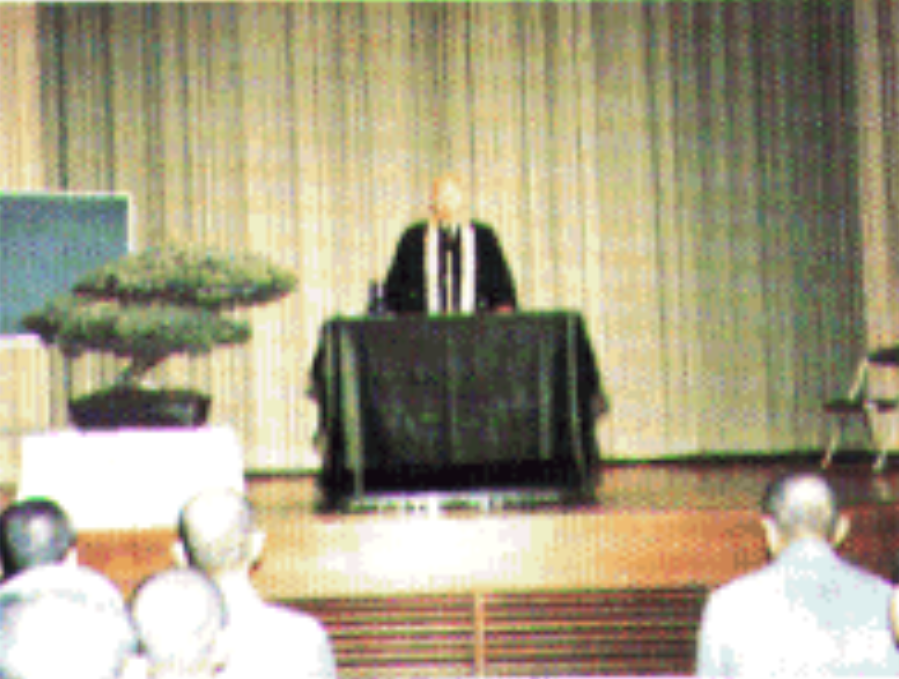
刑務所での集合教誨（仏教の僧侶）

一般社会から隔離された生活を送る囚人の心の平穏に資したのが宗教である。監獄教誨の始まりは1872年7月に真宗大谷派の鵜飼啓潭が名古屋監獄における教誨を許可されたことに始まる。同年8月には同派の蓑輪対岳が佃島徒場（現・府中刑務所）で教誨を許可され、翌9月から教誨を行っている。1880年代には釧路集治監に派遣された原胤昭や北海道集治監空知分監に派遣された留岡幸助などによりキリスト教が進出し、労役環境の改善にも一役買っている。1881年改正監獄則に教誨師について規定されたが、地方費負担である監獄には負担が重く、各教派が負担することで派遣が実現されていた。そのため、財政上の理由で派遣を中止する教派も現れ、一時期は浄土真宗本願寺派と真宗大谷派による寡占状態になった。1900年の監獄費国庫支弁法により教誨師は国家公務員になったが、1947年に日本国憲法の政教分離原則により再び民間に戻った。1947年日本宗教連盟に宗教教誨中央委員会が設立され、1956年全国教誨師連盟が設立された。同連盟に各教派・宗派が参画し、2018年現在は同連盟を通じて各刑務所に教誨師を派遣している。

### 平成
1908年制定の監獄法はその後約100年もの間、日本の行刑政策の根幹をなす法律であった。監獄法では行刑施設、受刑者の処遇、未決囚・死刑囚の処遇について定められていたが、このうち行刑施設と受刑者の処遇に関する法規定を2005年（平成17年）5月18日に「刑事施設及び受刑者の処遇等に関する法律」（受刑者処遇法。2006年（平成18年）5月24日施行）として監獄法から分離した。同時に監獄法の未決囚・死刑囚の扱いに掛かる残存部分を「刑事施設ニ於ケル刑事被告人ノ収容等ニ関スル法律」と改称した。また、従来は行刑施設と呼称していた刑務所・拘置所を刑事施設と呼称することになった。受刑者処遇法は刑事施設ニ於ケル刑事被告人ノ収容等ニ関スル法律（旧監獄法）と再び統合され、2007年6月1日「刑事収容施設及び被収容者等の処遇に関する法律」（刑事収容施設法または被収容者処遇法）に改正され、現在に至っている。

## 機能
日本においては自由刑を執行する場所としての機能を有すると同時に、受刑者の改善更生のための働きかけを行っていく機関である。刑務所に収容されると、刑務作業以外にも改善指導、教科指導といった矯正処遇が行われ、受刑者の社会復帰を助ける。

## 特徴
他国の刑務所の目的が「刑罰を犯罪者に与える」場所と位置付けられているのに対し、日本の受刑者処遇の基本法となる「刑事収容施設及び被収容者等の処遇に関する法律」は、第30条に受刑者処遇の原則について「その者の資質および環境に応じ、その自覚に訴え、改善更生の意欲の喚起および社会生活に適応する能力の育成を図ることを旨として行うものとする。」と規定した。
この規定により、日本の刑務所は、「自由刑の執行のために存在する行刑機関」であるのと同時に、「犯罪者の改善更生、再社会化に向けて、受刑者に対して各種の働きかけを行う機関」であると考えることができる。
すなわち、反社会的行為（＝犯罪行為）により収監された者を、「作業・改善指導・教科指導」といった矯正処遇を始めとする各種の指導を通じて改善更生させ、社会の有用な成員として出所させるというのが日本の刑務所である。
その運営について、日本の刑務所は収容定員に対して職員数は非常に少なく、通常は施設警備隊以外の職員は警棒すら持たない完全な丸腰であるにもかかわらず、暴動や脱走が極めて少ないという特徴がある。それゆえ、徳島刑務所での暴動事件が与えた衝撃は一般人のみならず関係者に対しても大きかった。
情報公開についても積極的に進めようとしているようであるが、やはり刑務所が極めて閉鎖的かつ特殊な空間であるのは事実にはかわりはなく、各種法律などを根拠に受刑者は多くの自由（人権）が制限されるのだが、元受刑者や刑務官への取材、あるいは内部告発により、受刑者に対する必要以上の人権の制限が疑われる事例が多数報告されている。
職員については国家公務員という身分でありながら幹部職員以外はほとんど転勤がない。また、世襲が多いともいわれている。それゆえ、各施設ごとに職員間における施設文化はまったく違う。これは、外部と隔離された特殊な環境下における被収容者の心情を考えたとき、担当職員が何度も変わることがなく心情安定に資する、仮に担当が変わったとしても、それは所内異動であることがほとんどであるため、引き継ぎなどもスムーズに行えるという利点があるが、職員間にあっても閉鎖的な世界を作ってしまうため、陰湿ないじめや派閥の形成、不正の隠蔽工作が行われやすいという問題点もある。
また、ここ数年の公務員削減の波に反して、PFI施設4庁に加え、新たに増改築や新設予定の施設もあり、刑務官全体の数は増員されている。しかし、ここ数年の世代交代で、有能な幹部職員やベテランの一般職員の多くが定年退職を迎えており、その流れは当面続くと思われる。若手を指導する立場の優秀な職員が減っており、現場では処遇力の低下が問題視されている。
男子刑務所では、受刑者に対して丸刈りの強制が行われている。
また、諸外国の刑務所と同様に日本の刑務所でも検身が行われている。男子刑務所の場合、通称カンカン踊りと呼ばれる所定の動きで身体を隅々まで見せる検査が全裸で行われていたが、制度が変更され、以降はパンツを着用した状態で検査が行われている。女子刑務所の場合、カンカン踊りではなく静止した状態での検査が行われており、四つん這いに裸体で膣や肛門の内部の異物や隠匿物の有無を検査し、さらに膣や肛門へのガラス棒の挿入および、膣の中を足元に置いた鏡で覗く目視検査も行われている。
テレビやラジオなどの情報は、比較的視聴できるようになっている。その理由として、長期受刑者は社会の変化に対する適応が難しくなりやすく、社会の動向を把握させることで再犯のリスクを低減させるためと説明されている。一方で、暴力団関係のニュースは受刑者を刺激する恐れがあるため、検閲の対象となる。

## 新法の施行
日本の刑務所に関する法律である監獄法は、受刑者の人権擁護に関する規定が不十分であったこと、2002年（平成14年）に問題化した、名古屋刑務所での刑務官による受刑者への暴行事件などをきっかけとして、法改正の機運が高まり、刑事施設及び受刑者の処遇等に関する法律が2005年（平成17年）5月18日に国会で成立、2006年（平成18年）5月24日から施行され、2007年（平成19年）6月1日には、同法改正法である刑事収容施設及び被収容者等の処遇に関する法律が施行された。
監獄法は施行以来100年以上使用されてきたため、実務に対する根拠法とするにはさまざまな面で問題があった。そのため、数十年前から法改正の動きはあった訳であり、その改正を先取りせんとばかりに法務省や各施設は訓令や通達、それを受けての指示等で監獄法の不足分を補いながら行刑の運営を行ってきた。
新法では、被収容者等の人権保護だけでなく、刑務官の行為の根拠についての規定も大幅に増えている。しかし、外部交通や所持品などの分野に統一された決まりがなく、各施設の判断に委ねられているために、許可・不許可の判断が違っているといった事態が起こっている。
刑事収容施設及び被収容者等の処遇に関する法律は明治期の監獄法施行以来の行刑立法であることもあり、長年、旧法と訓令・通達などを用いて処遇を行ってきた職員と、被収容者双方の認識不足（特に、旧法慣れしているB級受刑者）から生まれるトラブルが懸念されていたが、各施設において職員研修を実施する、被収容者に対して適宜訓示・告知を行うなどして対策を進めていた結果、若干の問題は発生したものの、全体としては大きなトラブルもなく、新法での施設運営はまずは順調にスタートしたと考えられる。
日本の刑務官（一般的にいわれる「看守」とは刑務官の階級のことで、一番下の階級名である）は国家公務員法により労働基本権が認められておらず労働組合を結成することができない。しかし、主な先進国では各国で原則として認められており、日本でも労働者としての性格を十分に考慮して、団結権は認めるべきだとの意見がある。また、その仕事の特殊性から心身のバランスを崩す職員が増加傾向にあるため、採用時点で適性を慎重に吟味しつつ職員数を増やし、定期的な職員への研修やカウンセリングを行い、指導能力の向上、悩みや問題点の早期解決の助けにするなどの改善策をとって、刑務官の業務を少しでも適正にする必要がある。犯罪を犯しても、人権の制限は矯正に必要な範囲で適正に保たれるべきであるのは、日本国憲法の理念からいっても当然であるため、刑務官の質の向上と適正な人員の配置が求められる。

## 地域との関係
日本は世界でまれにみる脱獄の少ない国である。ここ20年ほどの間、脱獄は年間3件以下で推移しているが、近年は外国人被収容者が増加し、その中には特殊部隊経験者もいる。1996年（平成8年）、東京拘置所で起きたイラン人の集団脱走事件はそのような状況に対応しきれていない日本の行刑政策の現状を露呈したものであり、脱獄の周辺地域へ与える影響を考える際の大きな課題となっている。
一方、刑務所が出来る事による住民増加を期待し、過疎に悩む市町村が刑務所を誘致しようとする動きもある。

## PFI方式の刑務所運営

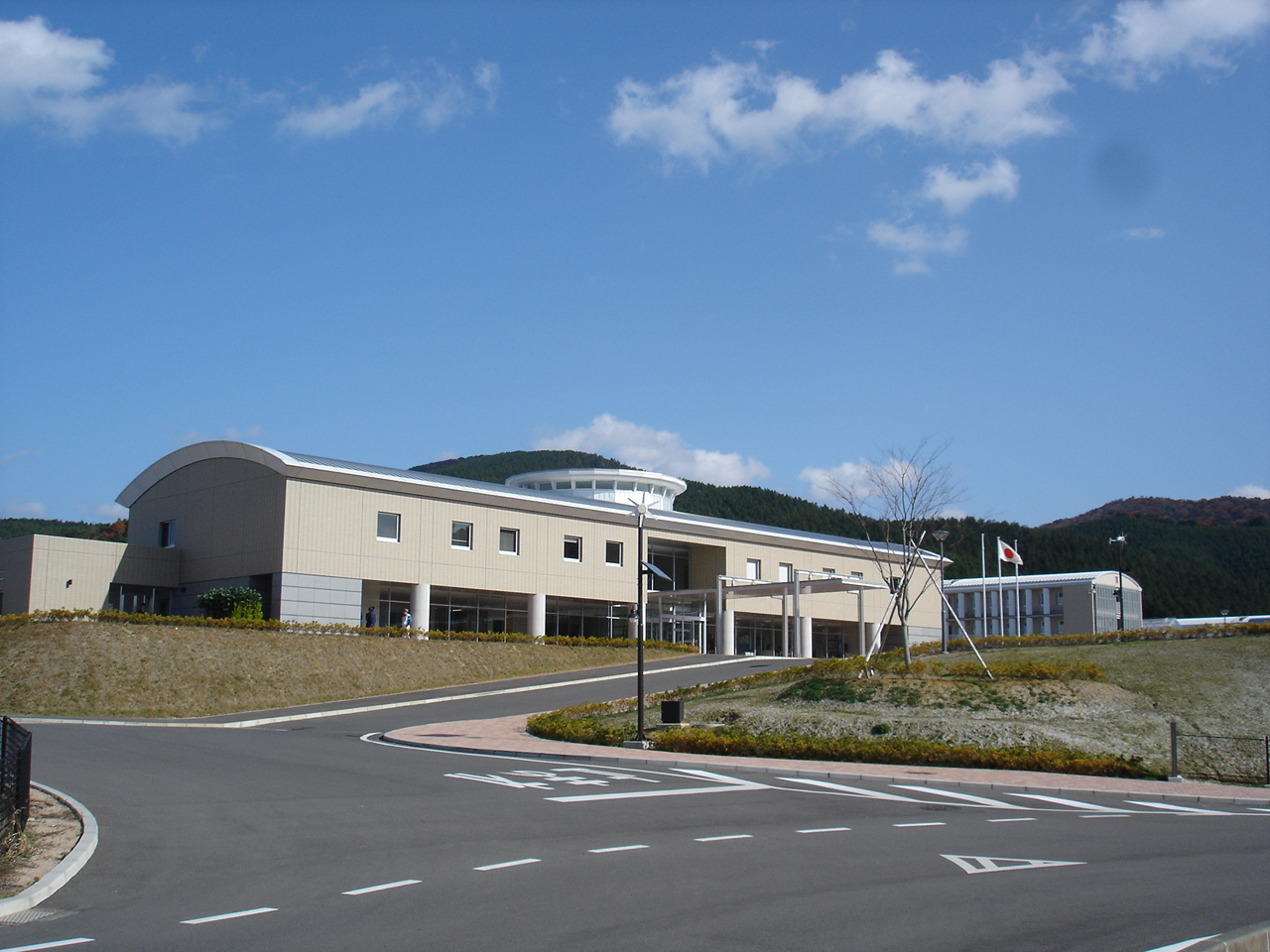
美祢社会復帰促進センター

2006年（平成18年）の構造改革特別区域法施行令改正により、構造改革特区の指定を受けた地域へのPFI手法による刑務所の設置が可能となった。この方式により初めて設置されたのが2007年（平成19年）4月に供用開始の美祢社会復帰促進センター（山口県美祢市）となる。
同センターは、刑務官と民間職員が協働して運営する半官半民の混合運営施設であり、刑罰権の行使にかかわる業務は刑務官、その他の業務（施設の維持・管理、食事の提供など）に関しては社会復帰サポート美祢株式会社が担当する。PFI事業期間中（20年間）においては、武器や手錠等の特殊な物品を除くほとんどの設備・物品の所有者は民間事業者であり、しばしば刑務所の「民営化」「民営刑務所」と言われる。しかし処遇の最終決定権はあくまで「官」にあり、一部を民間委託したにすぎないが、日本における刑務所改革の一つの動きとして注目されている。
2007年以降、PFI方式の刑務所として4施設が新規設置・開所され、うち美祢社会復帰促進センター・島根あさひ社会復帰促進センター（島根県浜田市）は建設の段階から民間事業者が関わるPFI事業だが、喜連川社会復帰促進センター（栃木県さくら市）・播磨社会復帰促進センター（兵庫県加古川市）は運営特化型PFI事業で、建設は法務省が行い、設備や物品の所有者は当初より全て日本国政府である。また、関与する民間事業者およびその業務も各施設で異なっている。
なお、PFI運営が可能な特区対象が「栃木県内」となっていることから、既存施設である黒羽刑務所（那須塩原市）においても同様の運営特化型PFI事業を導入していたが、同刑務所は2022年（令和4年）3月31日に完全閉庁した。女子施設である栃木刑務所では、犯罪傾向に関わらずW級受刑者（女性）は女子刑務所に送られるため、現時点ではPFI運営は不可能だと思われる（収容分類級については別項を参照）。
刑務所民営化の先進国であるアメリカ合衆国では、民営化によって利益を受ける集団（英: Prison–industrial complex, 産獄複合体）が形成され、集団の意を受けた厳罰化が進んだという指摘がある。

## 刑務官の採用方法
刑務官採用試験（高等学校卒業程度）の合格者から採用するのが一般的であるが、武道（柔道、剣道有段者）を対象とした選考試験による武道拝命（剣道・柔道）や国家公務員総合職試験・一般職試験からの採用もある。国家公務員II種採用の場合は看守部長から、I種採用の場合は副看守長からの採用となる。
かならずしも4月1日に任命される訳ではなく、必要に応じて採用候補者名簿の有効期限内に随時採用される。武道拝命以外にも、武道が奨励されているために武道を好む職員が多い。採用後、選抜試験を経た上で中等科研修や高等科研修といった研修を受けることにより、幹部職員になることが可能である。

## 受刑の概要

### 入所から出所まで
以下の流れは有期刑の場合である。
1. 収容：収容後まもなく刑執行開始時の指導・処遇調査・医務診察などが行われる。→処遇方針決定
2. 処遇方針決定後、処遇（作業、矯正指導、保護調整）
3. 釈放前指導等
4. 釈放（満期か仮釈放）

無期刑の場合は刑に終わりがないため、満期釈放は不可能であるが、現行法は無期刑にも仮釈放を認めているため、無期刑の受刑者に対しても、10年を経過した後、改悛の状などによって仮釈放を許すことができる（刑法28条）。実際、1993年までに受刑期間12年以内に仮釈放を許された者が1973年～1993年の間に14名存在し、18年以内に仮釈放された者も含めれば783名となり、この期間の無期刑仮釈放者の約83%を占めていた。
しかし、仮釈放の判断状況や許可者の在所期間など運用の変化、刑法の懲役刑が最大30年になったことにより、仮釈放が認められた無期刑受刑者は、2011年以降は、2014年の1人（仮釈放判断時の受刑期間が29年3ヵ月の強盗致死傷罪で服役していた、80代無期刑受刑者）を除いて、全員が30年を超えて在所しており（2021年の仮釈放者の平均は32年10ヶ月）、仮釈放前に刑務所で死去する受刑者も増えている。

### 収容
受刑者は刑事施設に収容されると、単独室（いわゆる独居房）と共同室（いわゆる雑居房）のどちらかに収容される。定員は、原則、単独室は1名、共同室は6名である。かつては過剰収容状態にあり、多くの施設で単独室に2名を収容、共同室に8名を収容するといった状態が続いていたが、過剰収容から高率収容となり、定員オーバーは徐々に解消されつつある。
なお、収容中に反則行為を起こした場合、その事実について調査の上、「懲罰」を受けることもある。「報奨金計算額の3分の1の削減」、「書籍等の閲覧停止」などいくつかの種類があるが、大半は一定の期間、単独室の中で正座あるいは安座で過ごす、いわゆる「閉居罰」を科されることになる。懲罰は刑罰ではなく「行政処分」なので、単に懲罰を受けただけでは刑期自体が延びることはないが、仮釈放の時期に大きな影響を及ぼす。
また、収容中に暴行や器物損壊などの刑罰法令に触れる疑いのある行為があった場合、所内で特別司法警察職員の指定を受けている職員が捜査し、検察庁に事件送致する場合がある。その場合、刑事事件として審理されるわけであるが、有罪判決が出れば、新たな刑を受ける(つまり刑期が延びる)ことになるが、1刑目の仮釈放は甘くなるので、必ずしも刑期が延びるとは限らない。むしろ早く出所できる場合がある。
死刑判決を受けた者は、刑務所には収容されることはなく、拘置所に収容され、絞首刑の執行を待つこととなる。

### 受刑者の一日

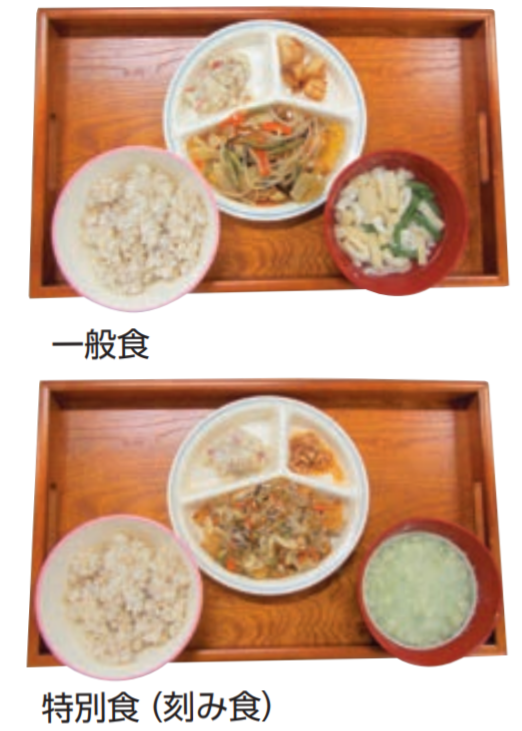
日本の刑務所で提供される食事

平日の起床は午前7時前。施設によって若干の違いはあるものの、おおむね6時40分ころである。その後、開室点検（人員点呼等）を行った後朝食をとり、工場へ出役する(作業を望まない禁錮刑の受刑者は除く)。そして、午前・午後と刑務作業を行い、その間に、運動・面会・医務診察などがある。
夕方、おおむね午後4時半前後に各居室へ戻り、閉室点検、夕食の配膳が行われ、食事後は余暇時間帯となる。午後7時頃からテレビ受像機で視聴できる。ニュースはテレビの時間外にラジオで流すケースが大半であるが、朝のニュースを昼や夕方に流すといったケースもある。ニュースに関しては、工場備え付けの日刊新聞の回覧で得ることもできるし、運動場の掲示板でも得られるし、自弁購入で新聞や週刊誌を購入することもできる。
21時には就寝時間となって消灯されるが、完全に明かりが消えるわけではなく、読書できる程度の明るさが維持されている。この時間については、読書を認めている施設と認めていない施設とで対応が分かれる。当然、認められていない施設では時間外読書となり、場合によっては調査・懲罰を受けることになる。

### 作業内容
刑務作業は、木工・金工・紙工・縫製などの生産作業から、洗濯・炊場（被収容者の食事の支度）・水道・電気などの経理作業まで多岐にわたる。刑務所製品の即売会などで販売される商品を作る作業を「事業部作業」といい、外部の民間業者の製品を作る作業を「提供作業」という。
刑務所における作業の大半は提供作業であり、その製品は身近な物も多数ある。他にも、自動車整備士等各種免許取得が可能な職業訓練、地域の学校と協力しての通信教育など懲役と一言でいっても、その作業・矯正教育の幅は非常に広く、社会復帰に向けての様々な工夫がされている。
施設によっては、大手企業の第一線で活躍する職員（技能五輪参加経験者など）が中に入り、直接指導をしていたり、IT企業が出所後の採用を前提にプログラミングの訓練を行っていたりする場合もある。
第二次世界大戦直後には、刑務所外に出役して北海道の土地改良や東北地方の電源開発ダムなど公共工事に従事することもあった。1952年（昭和27年）時点の構外作業受刑者は約8000人であったが次第に減少した。21世紀における構外作業は、一部刑務所の農場や作業場（松山刑務所大井造船作業場など）に限られている。
土曜・日曜・祝日並びに年末年始は『免業日』と呼ばれ、刑務作業はないが、たまに残業や休日の作業もある。また、炊事・内掃などを担当している者については、免業日がシフト制になっている。また、月に2日ほど「矯正処遇日（教育的処遇日）」と呼ばれる日が指定されている。これは、平日ではあるが工場などでの作業を行わずに、矯正「教育」に当てるために作られた日で、施設によっては指定されたテレビ番組やラジオ番組（いずれも録画・録音）を視聴し、感想文の提出を求めるところもあるが、専門職員が不足していることもあり、本来の目的が果たされているかは疑問が残る。

### 職業訓練
「受刑者等の作業に関する訓令」（法務大臣訓令）に基づき30職種以上あり、訓練修了者のうち総合訓練施設において年間1,400時間以上の訓練を修了した者には厚生労働省職業能力開発局長から履修証明書が発行されている。職業訓練の希望者は多く極めて倍率は高いため、訓練を受けられる場合はまれである。また、資格によっては免許証などの交付があるが、それらについては自弁での支払いとなる場合が多い。

#### 事務・福祉
商業デザイン科、義肢・装具科、経理事務科、一般事務科、OA事務科、介護サービス科、理容科、美容科

#### 自動車
自動車整備科、自動車車体整備科、農業機械整備科

#### 情報処理
コンピュータ制御科（数値制御機械科）、OAシステム科、ソフトウェア管理科（情報処理科）、データベース管理科、
プログラム設計科、システム設計科、データベース設計科

#### 製造
機械加工科（機械科）、精密加工科、機械製図科、電子機器科、電気機器科、製材機械整備科、縫製機械整備科、織布科、織機調整科、染色科、ニット科、洋裁科、縫製科、和裁科、寝具科、木工科、紙器製造科、製版科、印刷科、製本科、プラスチック製品成型科、鞄製造科、ガラス製品製造科、石材加工科、製麺科、パン・菓子製造科、水産加工科、発酵製品製造業、陶磁器製造科、竹工芸科

#### 建設
園芸科、造園科、塑性加工科（板金科）、塑溶接科、構造物鉄工科、電気工事科、建設機械整備科、木造建築科、枠組み壁建築科、とび科、鉄筋コンクリート施工科、プレハブ建築科、建築設計科、屋根施工科、スレート施工科、建築板金科、防水施工科、サッシ・ガラス施工科、畳科、インテリア・サービス科、床仕上施工科、表具科、左官・タイル施工科、ブロック施工科、配管科、住宅設備機器科、土木施工科、測量・設計科、ビル管理科、ボイラー運転科、クレーン運転科、建設機械運転科、木材工芸科、漆器科、貴金属・宝石科、金属塗装科、木工塗装科、建築塗装科、広告美術科、工業デザイン科

### 外部交通（面会、信書の発受、電話等による通信）
- 受刑者

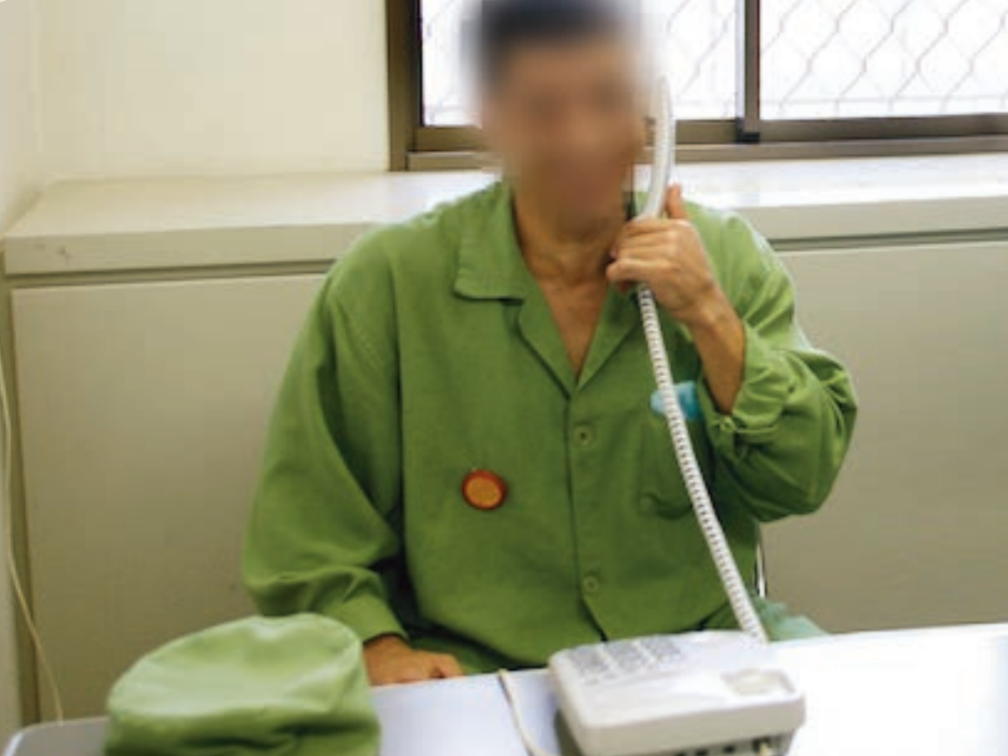
受刑者が外部と通話している様子

受刑者にとって、家族や雇用主などとの良好な関係は、その改善更生及び円滑な社会復帰に良い影響を与えると言われている。一方で受刑者には暴力団員との交友関係など犯罪に至った背景となる社会的関係があり、矯正処遇の適切な実施のためにはその関係を遮断することが必要となる。そのため、受刑者が面会や信書の発受をすることができる相手方や内容については一定の制限がある。なお面会と信書の発受のほか、一定の要件を満たした受刑者について改善更生や円滑な社会復帰に役立つと認められる場合は、電話による通信をすることができる。
- 未決拘禁者

未決拘禁者については、受刑者のように矯正処遇を目的とした面会や信書の発受の制限を受けることはないが、罪証隠滅を防止するために共犯者などとの連絡を防止する必要があることから、それを目的とした制限を受けることがある。

### 篤志面接委員の活動

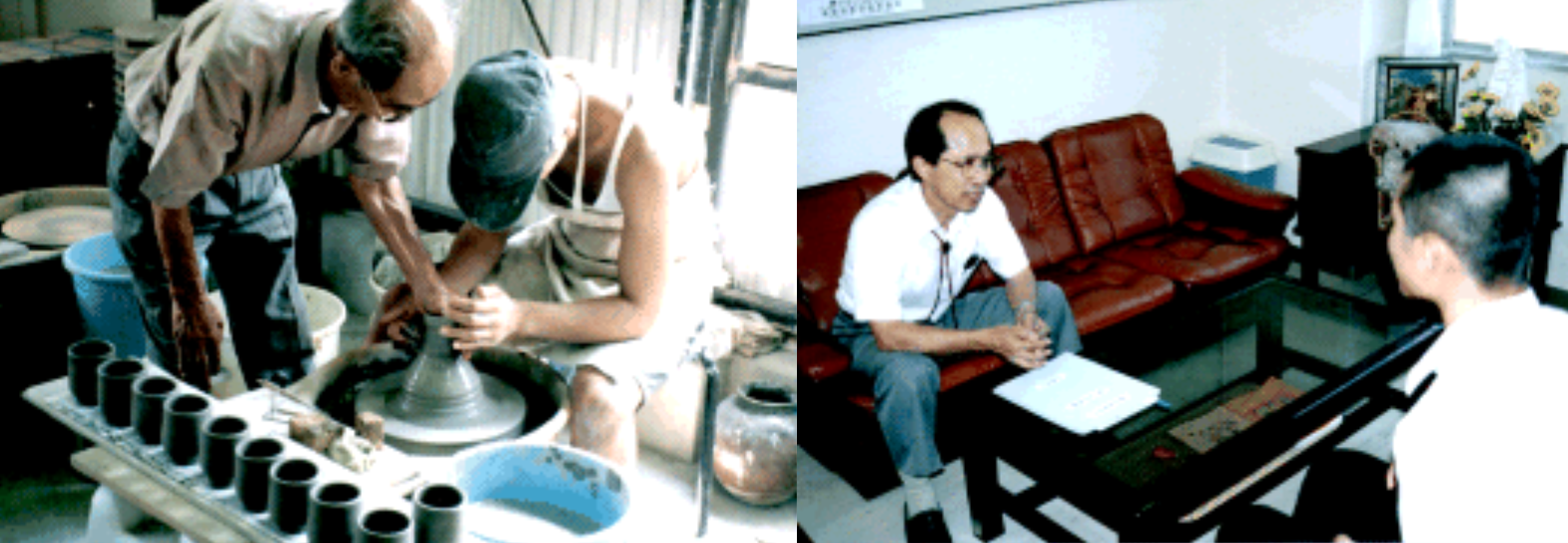
篤志面接委員の活動

刑務所の収容者に対して、様々な働きかけを行っている。
- 種々の悩みごとに関する相談・助言
  - 家庭問題、職業相談，法律相談、人生相談
- 教養や趣味に関する指導
  - 俳句・短歌、音楽、書道、珠算、宗教など
- その他の指導
  - 薬物依存離脱指導、交通安全指導、酒害教育など

### その他
運転免許証の更新については、2年以上の受刑者のみ自弁での書き換えが可能。それ以下の場合は在監証明の発行を受け、住所地の運転免許試験場での再発行手続きとなる。国民年金については、収容中も支払い義務が発生するため、収容後速やかに手続きが必要。ただし無収入なので免除申請は可能。納付期間によっては年金受給額が減額されたり、支払われなくなる場合があるので注意が必要である。健康保険は無加入となるので、出所後に手続きが必要になる。
それ以外の民間の支払い義務（NTT固定電話、各社携帯電話、NHK受信料、電気・ガス・水道などのインフラ系、アパートの家賃、クレジットカード、ローン等々）は全くと言っていいほど特例なく、ほとんどの会社で有罪判決が確定した場合は強制解約となる。仕組み預金や定期預金などは、満期を迎えていても刑事施設に収容された日にさかのぼって解約することができる。
新設される施設を除き冷房装置はつけられていない。2018年には名古屋刑務所の収容者が熱中症で死亡したが、法務省は既存施設に冷房装置を完備させる予定していないとしている。
歯科医療については、必ずしも希望する治療が受けられない刑務所も存在する。大分刑務所の例では、歯科技工士がいないという理由で詰め物やかぶせ物を使った治療はしていない。抜歯しかできないことから鎮痛剤でしのいだ受刑者の例もある。

## 刑務所内の様子（画像）

単独室
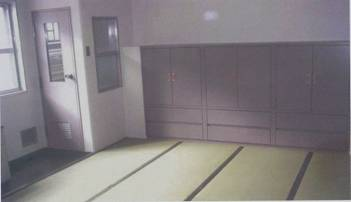
共同室
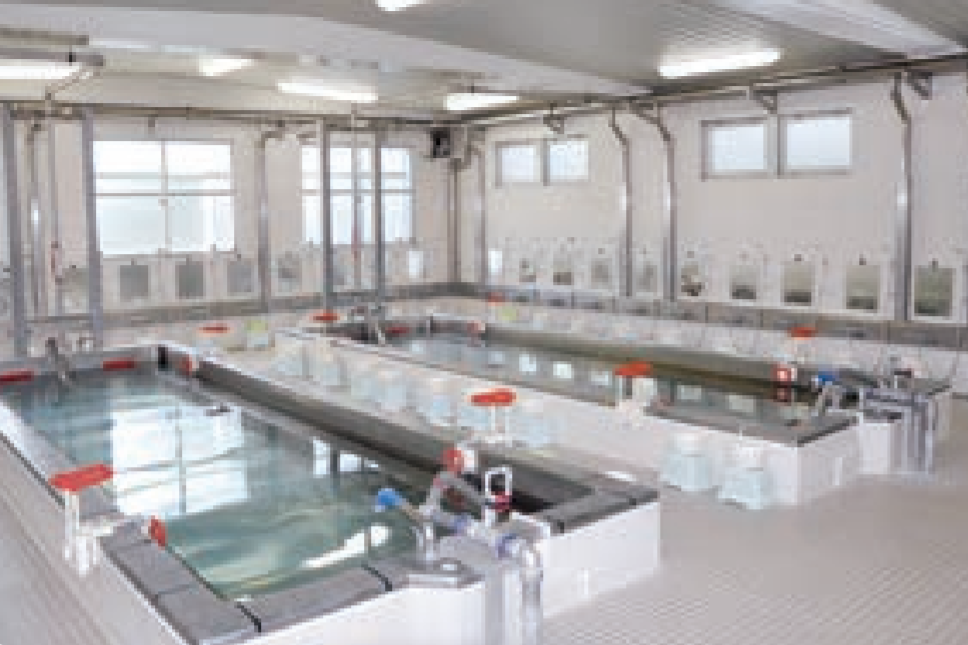
入浴場
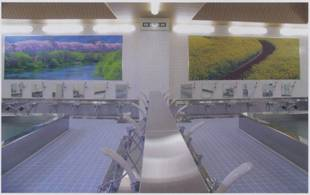
入浴場
面会待合室

## 高齢化問題
刑務所では、受刑者の高齢化が進行している。刑務所に受刑中の60歳以上の割合は、2002年末は、全体で10.31%（5,870人）から、2022年末には21.54%（7,721人）と、約2.1倍上昇している。男性は10.26%（5,534人）→21.10%（6,897人）へ、女性は11.20%（336人）→26.11%（824人）と男性は約2.1倍、女性は約2.3倍と刑務所全体の受刑者数減少と相まって上昇している。
また、65歳以上の高齢者が起こす犯罪の比率が急上昇している。2002年（平成14年）には刑法犯罪検挙人員に占める割合は約6.97%（24,241人）であったが、20年後の2022年は約23.11%（39,144人）と増加している。前年（23.58%、41,267人）より減少しているが20%を超えており、この状況は2016年以降続いている。人口全体に占める65歳以上の割合が増えたペースを、はるかに上回る上昇ぶりである（65歳以上の高齢者は現在、人口の約29.0%を占めている）。但し、人口比では、2007年（平成19年）をピークに減少している。
高齢者の犯罪で圧倒的に多いのが窃盗、主に万引きである。行きつけの店で3,000円もしない食品を盗むケースが多い。2022年（令和4年）の窃盗における検挙人員の約33.9
%が高齢者であり、特に万引きは、約4割を占めた。更に、検挙された男性高齢者全体の約4割が万引きであり、女性の場合はより割合が高くなり、約7割を万引きで占めていた。
そのため、窃盗の罪状で刑務所に入所してきた全ての高齢受刑者に占める割合は、男女ともに著しく高く、女性においては、より顕著である。そして、2022年（令和4年）の割合は、男性の場合は約53.1%、女性の場合、約83.8%を占めていた。なお、2022年（令和4年）に殺人の罪状で刑務所に入所してきた高齢受刑者の人員は、19人（男性17人・女性2人）であった。
増加の背景に経済的な問題があると、香港のコンサルティング会社カスタム・プロダクツの元幹部で、オーストラリア出身の人口統計学専門家、マイケル・ニューマンが指摘する。ニューマンによれば、「日本の老齢基礎年金で支給される額は『ほんのわずか』にすぎず、生活していくのはとても大変であることが背景にある」と指摘する。
ニューマンが2016年に出した論文で試算したところによると、国民年金（年額78万円）以外に無収入の高齢者は家賃と食費、医療費を払っただけで赤字（年間22万3,000円）になる。電気・ガス・水道代や衣服代も入れた場合、更に赤字額が増す。そのため、赤字の分は、自力で生活していくしかなくなってしまい、最悪のケースの1つとして、万引きなどを筆頭に窃盗犯罪に手を染め、1日3食も支給され最低限の生活保証がある刑務所に駆け込んでしまうケースがある。
またもう一つに、社会的孤立が深まってしまい、寂しさに耐えられなくなっている高齢者が増加していることも指摘されている。
更生保護施設「ウィズ広島」の山田勘一理事長より、精神面で家族に先立たれるなどして孤立化してしまい、悲しみに耐えかねて、窃盗などに手を染めてしまい、それが高齢者による犯罪急増の一因になっているとの見方を示した。また、人はたいてい、面倒を見てくれる人や力になってくれる人がいれば罪を犯したりしないものだと、理事長は言う。
また、男性よりも寿命が長く、一人暮らしの数も男性の2倍という高齢女性が深刻である。高齢女性の単身世帯は急増しており、一人暮らしの高齢女性の数は男性の2倍であり、400万人を上回っている。女性は男性よりも長寿で、離婚や未婚も増加しているため、今後も増え続けると予測されている。
更に、女性入所受刑者に占める割合が著しく高い万引きの高齢女性の背景には、「生活に対する不安」がある。年金額が非常に低く、貯金を切り崩していき使い果たしてしまった先の生活に悲観して、あるいは貯金が無くなってしまい、万引きに手を染めてしまっていると推測される。つまり、セーフティーネットがうまく機能してないことも要因であると指摘されている。
そしてもう一つが、「人に迷惑をかけてはいけない」と思う気持ちがあまりにも強すぎてしまうことである。その気持ちの強さ故に、誰にも相談できず、いろんな問題を抱えてしまい、抱えきれなくなった問題が万引きという形で表れてしまう。
そして、ニューマン氏はこれまで、刑務所の定員拡大や女性看守の増員（高齢の女性受刑者はもともと少なかったが、特に速いペースで増えている）といった日本国政府の改革を見守ってきた。受刑者が請求される医療費も2005年～2015年の間で、実質的に約1.7倍に増加したと指摘する。
また、東京都の府中刑務所では、受刑者の3分の1近くが60歳を超えている。そして、刑務所では、行進が刑務所生活の1つとして行われているが、高齢受刑者の中には、必死で追いつこうとしたりする者や松葉づえをついている者もおり、行進を行うのが難しくなってきている。
府中刑務所教育部の谷澤正次は、施設を整備する必要が出てきたと話す。これまでに手すりや特殊なトイレを設置したほか、高齢の受刑者向けの講座もあるという。ニューマンは、裁判手続きや収監にコストをかけずに、高齢者に年金の半分を渡すのと引き換えに、食事や家賃、医療などが無料になる産業・住宅複合コミュニティーをつくり、高齢者の面倒を見るほうがずっといいし、安上がりだと主張する。
また、2022年（令和4年）中に刑務所に入所した高齢受刑者の刑期は、女性の入所受刑者は、2年以下の刑の者が約76.6%を占めているのに対し、男性の入所受刑者では、2年を超える刑の者が約34.7%を占めており、男性は、女性と比べて刑期の長い者の割合が高い。
そして、非高齢者と比べて何度も刑務所に入る者の割合が一貫して高い。罪を犯す高齢者の多くは、常習犯となっている。2022年中に刑務所に入所した65歳以上の約34.9%（2,025人中707人）が過去に6回以上有罪となっている。
その現状に対して、ニューマンは、日本の裁判について、軽い窃盗罪でも刑務所へ送られることが多いのは、罪に応じた罰かどうかを考えると、やや常識外れの感があると話す。ニューマンが2016年に書いた報告書では「200円のサンドイッチを盗んだ場合の刑期が2年なら、その刑期に840万円の税金が使われる」と指摘した。
約3,000店舗の警備を請け負う「エスピーユニオン・ジャパン」代表取締役社長の望月守男によれば、「万引きに対する判決はむしろ厳しくなっている」と述べている。
法務省矯正局の補佐官、荘雅行は「パン一切れ盗んだだけだとしても、裁判では刑務所に入るのが妥当と判断された。だから受刑者には、社会で罪を犯さずに生きていくにはどうしたらいいか、その方法を教える必要がある」と語った。

## 過剰収容問題
少なくとも2017年8月以降は、過剰収容問題は解消されている。
第二次世界大戦直後は、受刑者が増加して各地の刑務所は過剰拘禁状態となった。このため1947年（昭和22年）頃には各刑務所内で受刑者による騒擾、脱獄が頻発。脱獄した者を逮捕しきれない状態となった。
収容率は、1967年（昭和42年）に未決と合わせた値であるが100%を切って以降、長らく100%以下で推移していたが、1993年（平成5年）（収容率：約77.2%）から収容率が増加し始めた。そして1999年（平成11年）（収容率：約94.5%）を境に増加スピードがより速くなり、2000年には収容率が約103.6%となり、刑務所(本所に限る。)の約3割が定員を超えた。翌年の2001年には、収容率が109.7%となり、刑務所(本所に限る。)の8割強が定員を超える収容となった。更に2003年は、収容率が約116.6%で、ほぼすべての施設（72施設中64施設）が100%を超える過剰収容となっており、その中でも、収容率が120%を超えるものが29施設あった。なお、収容率が100%に満たない施設の半数余りは医療刑務所であり、医療刑務所を除いた各刑務所では過剰収容が問題となった。統計では犯罪発生数に目立った増加がないのに受刑者数が激増した理由として、オウム真理教事件や、犯罪報道の増加による国民の体感治安の悪化で厳罰化が進んだこと、景気の悪化により就労先が見つからない者や、高齢者などが出所後すぐに生活に困った結果、衣食住が保障される刑務所に戻ろうと窃盗や詐欺（特に万引きや食い逃げ）、暴行・傷害事件等の犯罪を再び犯すという、いわば刑務所が福祉施設代わりになっていることが挙げられる。
過剰収容対策として、既存施設の大幅な増改築や、PFI施設4庁の新設により、収容定員を大幅に増やしたのだが、受刑者総数が減った事もあり、2004年（収容率：約117.6%）をピークに減少し、2008年には、全体の収容率が100%を下回り、その年以降から現在まで収容率が100%未満である。また、2008年時点で、刑務所(本所に限る。)は、全76施設中28施設(36.8%)であった。
しかしながら、これまでの過剰収容対策は、PFI施設を中心とするA級受刑者に対する対策が中心のものであり、100%を下回った後も、LA級施設、B級施設、女子施設については、過剰収容状態が続いていた。但し、前述にある受刑者総数の減少がその後も続いたことにより、2015年末では、女子施設を除いて、定員を下回る収容人員となった。また、女子施設については、2011年以降、収容施設の増設により、女子施設全体の収容率は2013年末で100%を下回った。更に男性用刑務支所を女性用に転用した結果、2017年8月に全ての女子施設が、収容定員より下回った。
2023年末時点の収容率（労役場留置者及び被監置者を含む。）は、約 51.0%（収容定員：67,496人、収容人員：34,391人）であった。
なお、刑務所の一般刑法犯受刑者人口比（年末時点）は、記録のある1875年（明治8年）以降での最少年は2023年である。また、2024年において、受刑者数自体（年末時点）が1883年（明治16年）以降で最少となっている（1875年まで遡った場合は1876年[明治9年]）。
また、現在は過剰収容が解消されたものの、高齢受刑者の増加に対する対策並びに出所後の再犯防止のための就労支援や、保護観察、福祉制度による支援の充実が必要であると言われる。

## 日本の刑務所受刑者数と人口比の推移（1875年以降）

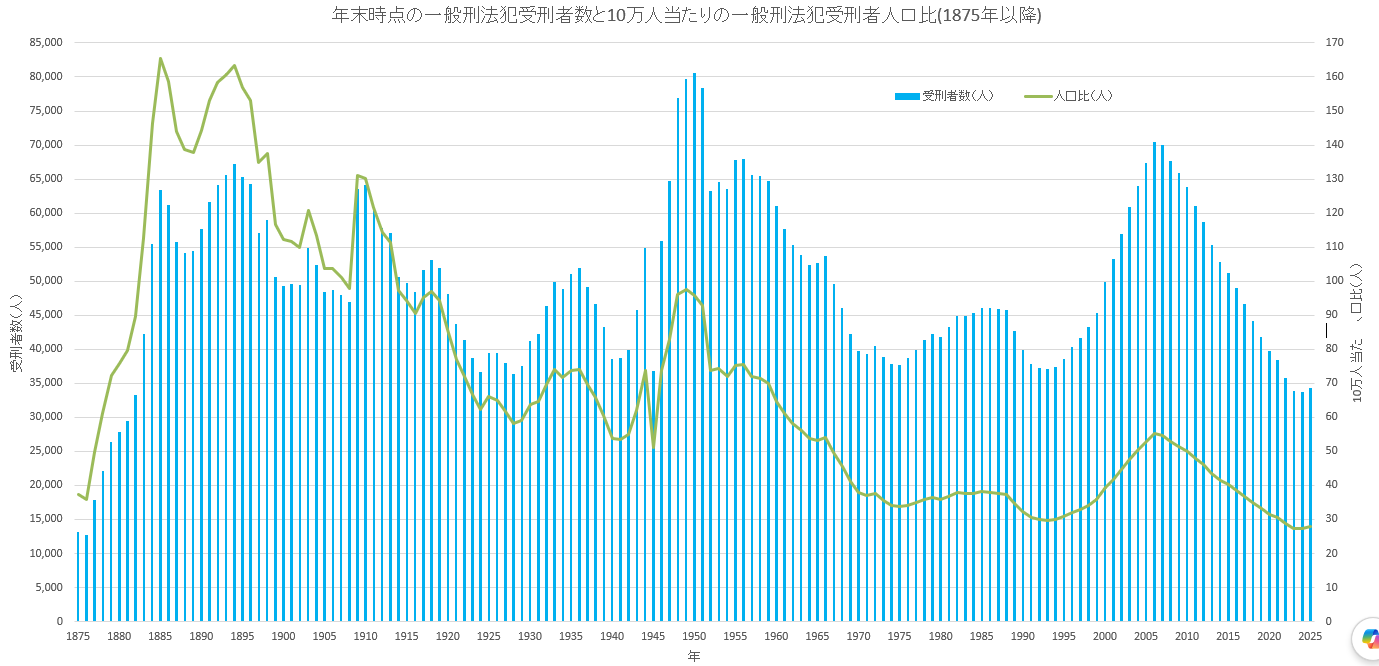
1875年以降の年末時点の一般刑法犯受刑者数と10万人当たりの一般刑法犯受刑者人口比。
また、左の縦軸は受刑者数であり、右の縦軸は人口比である。なお、2023年は戦前含めて人口比において、最少を記録している。

### 戦前
青色の数値は戦後含め最少、緑色は戦前で最小値である。赤色は戦前で最多値であり、背景が黄色の場合は戦後含めて最多値。ただし、数値がない年を除いている。
| 年 | 人口 (千人) | 受刑者数（人） | 受刑者数（人） | 受刑者数（人） | 受刑者数（人） | 人口比（人） | 人口比（人） |
| 年 | 人口 (千人) | 一般 刑法犯    | 旧日本 陸軍    | 旧日本 海軍    | 総数           | 一般 刑法犯  | 総数         |
| --- | ----------- | -------------- | -------------- | -------------- | -------------- | ------------ | ------------ |
| 1875 | 35,316      | 13,186         | -              | -              | -              | 37.34        | -            |
| 1876 | 35,555      | 12,729         | -              | -              | -              | 35.8         | -            |
| 1877 | 35,870      | 17,831         | -              | -              | -              | 49.71        | -            |
| 1878 | 36,166      | 22,159         | 355            | -              | -              | 61.27        | -            |
| 1879 | 36,464      | 26,354         | 355            | 79             | 26,788         | 72.27        | 73.46        |
| 1880 | 36,649      | 27,793         | 405            | 83             | 28,281         | 75.84        | 77.17        |
| 1881 | 36,965      | 29,411         | 521            | 55             | 29,987         | 79.56        | 81.12        |
| 1882 | 37,259      | 33,351         | 788            | 132            | 34,271         | 89.51        | 91.98        |
| 1883 | 37,569      | 42,257         | 710            | 128            | 43,095         | 112.48       | 114.71       |
| 1884 | 37,962      | 55,517         | 631            | 162            | 56,310         | 146.24       | 148.33       |
| 1885 | 38,313      | 63,338         | 624            | 154            | 64,116         | 165.32       | 167.35       |
| 1886 | 38,541      | 61,121         | 612            | 193            | 61,926         | 158.59       | 160.68       |
| 1887 | 38,703      | 55,688         | 561            | 115            | 56,364         | 143.89       | 145.63       |
| 1888 | 39,029      | 54,126         | 516            | 127            | 54,769         | 138.68       | 140.33       |
| 1889 | 39,473      | 54,408         | 533            | 141            | 55,082         | 137.84       | 139.54       |
| 1890 | 39,902      | 57,615         | 549            | 131            | 58,295         | 144.39       | 146.10       |
| 1891 | 40,251      | 61,595         | 499            | 113            | 62,207         | 153.03       | 154.55       |
| 1892 | 40,508      | 64,153         | 515            | 83             | 64,751         | 158.37       | 159.85       |
| 1893 | 40,860      | 65,617         | 456            | 81             | 66,154         | 160.59       | 161.90       |
| 1894 | 41,142      | 67,261         | 652            | -              | -              | 163.49       | -            |
| 1895 | 41,557      | 65,234         | 335            | 113            | 65,682         | 156.97       | 158.05       |
| 1896 | 41,992      | 64,287         | 311            | 114            | 64,712         | 153.09       | 154.11       |
| 1897 | 42,400      | 57,127         | 367            | 143            | 57,637         | 134.73       | 135.94       |
| 1898 | 42,886      | 58,918         | 492            | 179            | 59,589         | 137.38       | 138.95       |
| 1899 | 43,404      | 50,576         | 529            | 153            | 51,258         | 116.52       | 118.10       |
| 1900 | 43,847      | 49,260         | 520            | 186            | 49,966         | 112.35       | 113.96       |
| 1901 | 44,359      | 49,579         | 545            | 191            | 50,315         | 111.77       | 113.43       |
| 1902 | 44,964      | 49,464         | 520            | 424            | 50,408         | 110.01       | 112.11       |
| 1903 | 45,546      | 54,946         | 545            | 191            | 55,682         | 120.64       | 122.25       |
| 1904 | 46,135      | 52,382         | 525            | 127            | 53,034         | 113.54       | 114.95       |
| 1905 | 46,620      | 48,346         | 503            | 132            | 48,981         | 103.7        | 105.06       |
| 1906 | 47,038      | 48,738         | 516            | 183            | 49,437         | 103.61       | 105.10       |
| 1907 | 47,416      | 47,902         | 542            | 169            | 48,613         | 101.02       | 102.52       |
| 1908 | 47,965      | 46,951         | 560            | 165            | 47,676         | 97.89        | 99.40        |
| 1909 | 48,554      | 63,595         | 583            | 187            | 64,365         | 130.98       | 132.56       |
| 1910 | 49,184      | 64,071         | 484            | 178            | 64,733         | 130.27       | 131.61       |
| 1911 | 49,852      | 60,627         | 437            | 145            | 61,209         | 121.61       | 122.78       |
| 1912 | 50,577      | 57,887         | 334            | 128            | 58,349         | 114.45       | 115.37       |
| 1913 | 51,305      | 57,095         | 406            | 133            | 57,634         | 111.29       | 112.34       |
| 1914 | 52,039      | 50,595         | 336            | 96             | 51,027         | 97.23        | 98.06        |
| 1915 | 52,752      | 49,709         | 324            | 117            | 50,150         | 94.23        | 95.07        |
| 1916 | 53,496      | 48,346         | 341            | 172            | 48,859         | 90.37        | 91.33        |
| 1917 | 54,134      | 51,586         | 424            | 198            | 52,208         | 95.29        | 96.44        |
| 1918 | 54,739      | 53,052         | 362            | 162            | 53,576         | 96.92        | 97.88        |
| 1919 | 55,033      | 51,869         | 393            | 146            | 52,408         | 94.25        | 95.23        |
| 1920 | 55,963      | 48,083         | 378            | 148            | 48,609         | 85.92        | 86.86        |
| 1921 | 56,666      | 43,659         | 391            | 147            | 44,197         | 77.05        | 78.00        |
| 1922 | 57,390      | 41,311         | 262            | 155            | 41,728         | 71.98        | 72.71        |
| 1923 | 58,119      | 38,751         | 268            | 137            | 39,156         | 66.68        | 67.37        |
| 1924 | 58,876      | 36,626         | 224            | 165            | 37,015         | 62.21        | 62.87        |
| 1925 | 59,737      | 39,418         | 200            | 152            | 39,770         | 65.99        | 66.58        |
| 1926 | 60,741      | 39,513         | 168            | 190            | 39,871         | 65.05        | 65.64        |
| 1927 | 61,659      | 37,990         | 148            | 126            | 38,264         | 61.61        | 62.06        |
| 1928 | 62,595      | 36,411         | 129            | 111            | 36,651         | 58.17        | 58.55        |
| 1929 | 63,461      | 37,493         | 120            | 145            | 37,758         | 59.08        | 59.50        |
| 1930 | 64,450      | 41,188         | 98             | 154            | 41,440         | 63.91        | 64.30        |
| 1931 | 65,457      | 42,253         | 87             | 96             | 42,436         | 64.55        | 64.83        |
| 1932 | 66,434      | 46,324         | 86             | 81             | 46,491         | 69.73        | 69.98        |
| 1933 | 67,432      | 49,922         | 126            | 87             | 50,135         | 74.03        | 74.35        |
| 1934 | 68,309      | 48,904         | 105            | 95             | 49,104         | 71.59        | 71.89        |
| 1935 | 69,254      | 51,094         | 115            | 82             | 51,291         | 73.78        | 74.06        |
| 1936 | 70,114      | 51,977         | 138            | 91             | 52,206         | 74.13        | 74.46        |
| 1937 | 70,630      | 49,132         | 250            | 68             | 49,450         | 69.56        | 70.01        |
| 1938 | 71,013      | 46,686         | -              | 83             | -              | 65.74        | -            |
| 1939 | 71,380      | 43,260         | -              | 106            | -              | 60.61        | -            |
| 1940 | 71,933      | 38,599         | -              | 106            | -              | 53.66        | -            |
| 1941 | 72,218      | 38,711         | -              | 285            | -              | 53.6         | -            |
| 1942 | 72,880      | 39,960         | -              | -              | -              | 54.83        | -            |
| 1943 | 73,903      | 45,810         | -              | -              | -              | 61.99        | -            |
| 1944 | 74,433      | 54,942         | -              | -              | -              | 73.81        | -            |
| 年 | 人口 (千人) | 一般 刑法犯    | 旧日本 陸軍    | 旧日本 海軍    | 総数           | 一般 刑法犯  | 総数         |
| 年 | 人口 (千人) | 受刑者数（人） | 受刑者数（人） | 受刑者数（人） | 受刑者数（人） | 人口比（人） | 人口比（人） |
| - 注：受刑者数は年末時点の受刑者数である。但し、旧日本軍は1881年以前については6月時点の受刑者数である。また、旧日本陸軍は1881年以前と1906年、旧日本海軍は1884年以前と1914年については刑期が6年以上の受刑者が含まれていことに留意する（1883年12月28日に布告した明治16年太政官布告第46号の徴兵令第7条より重罪の刑を科された場合は兵役に服することが出来なかったため。なお、旧日本陸軍の1906年に軽懲役受刑者が1人と1914年末時点で舞鶴海軍監獄にいた死刑囚[罪状：装甲巡洋艦「日進」の火薬庫爆発事件と人力車乗客射殺して金銭強奪]がいるが、なぜ受刑者として含めていたかは不明である。）。 - 出典 1891～2021年の人口統計：統計局＞統計データ>日本統計年鑑>本書の内容>第七十二回日本統計年鑑 令和5年＞第2章 人口・世帯＞2-1 人口の推移 B表（Excel） 一般刑法犯（1875～1944年）:昭和43年版犯罪白書＞第三編 犯罪と犯罪者処遇の一〇〇年＞第三編 統計表＞III-10表 収容者年末人員(各年12月31日現在) 旧日本陸軍 1928～1937年：陸軍省統計年報 昭和１２年（第４９回）＞Ⅶ 監獄＞58 衞戍刑務拘禁所在監人員 1917～1927年：陸軍省統計年報 昭和２年（第３９回）＞Ⅷ 監獄＞63 衞戍刑務拘禁所在監人員 1908～1916年：陸軍省統計年報 大正6年（第29回）＞Ⅷ 監獄＞４７ 衞戍監獄在監人員 大正六年十二月三十一日 1902～1907年：陸軍省統計年報 第19回(明治40年)＞監獄＞第二 衞戍監獄在監人員 1898～1901年：陸軍省統計年報 第15回(明治34年)＞監獄＞第四九 衞戍監獄在監人員 1892～1897年：陸軍省統計年報 第11回(明治30年)＞監獄＞第一六六 既決監囚徒刑期別 1887～1891年：陸軍省統計年報 第5回(明治24年)＞第九 監獄＞監獄出入囚徒累年比較 1883～1886年：陸軍省統計年報 第1回(明治20年)＞第十一 監獄＞監獄出入人員累年比較 1882年：陸軍省年報 第10年報＞第十一 刑事＞第五 監獄＞既決囚刑期区別表 1881年：陸軍省年報 第7年報＞第十三 軍法＞罪囚現員表 1879・1880年：陸軍省年報 第五＞第十三 軍法＞罪囚現員表 1878年：陸軍省年報 第四＞第十三 軍法＞罪囚現員表 旧日本海軍 1940・1941年：海軍省統計年報 昭和１６年＞（14）司法＞25.囚人ノ出入 1938・1939年：海軍省年報 昭和１４年＞（13）司法＞25.刑務所別囚人ノ出入 1936・1937年：海軍省年報 昭和１２年（第６３回）＞（13）司法＞25.刑務所別囚人ノ出入 1934・1935年：海軍省年報 昭和１０年（第６１回）＞（16）司法＞28.刑務所別囚人ノ出入 1932・1933年：海軍省年報 昭和８年度＞（16）司法＞28.刑務所別囚人ノ出入 1930・1931年：海軍省年報 昭和６年度＞（16）司法＞28.刑務所別囚人ノ出入 1925～1929年：海軍省年報 昭和４年度＞第十五編 司法＞第四六 月末在監人累年比較 1920～1924年：海軍省年報 大正１３年度＞第十五編 司法＞第四六 月末在監人累年比較 1915～1919年：海軍省年報 大正8年度＞第十五編 司法＞第四一 月末在監人累年比較 1910～1914年：海軍省年報 大正3年度＞第十五編 司法＞第四三 月末在監人累年比較 1905～1909年：海軍省年報 明治42年度＞第十五編 司法＞第四〇 月末在監人累年比較 1900～1904年：海軍省年報 明治37年度＞第十七 監獄＞既決監出入人員 1895～1899年：海軍省年報 明治32年度＞第十七 監獄＞既決囚刑期別 1889～1893年：海軍省報告 明治25,26年＞第十六 囚人＞既決囚刑期区別 1885～1888年：海軍省報告（年報） 明治二十二年度＞第十二 囚人＞既決監出入人員 1882～1884年：海軍省報告（年報） 明治十七年＞第十二 監獄＞第四 既決監出入人員 1880・1881年：海軍省報告（年報） 自 明治十三年七月 至 全十四年六月＞第十七 刑罰＞入獄在獄囚人 1879年：海軍省報告（年報） 自 明治十一年七月 至 全十二年六月＞第十六 刑罰＞入獄在獄囚人 |             |                |                |                |                |              |              |

### 戦後
青色の数値は戦前含め最少、緑色は戦後で最小値、赤色は戦後で最多値であり、背景が黄色の場合は戦前含めて最多値。。ただし、戦前は、一般刑法犯の数値で比較している。
| 年 | 人口(千人) | 受刑者数（人） | 人口比（人） |
| --- | ---------- | -------------- | ------------ |
| 1945 | 72,147     | 36,824         | 51.04        |
| 1946 | 75,750     | 55,925         | 73.83        |
| 1947 | 78,101     | 64,663         | 82.79        |
| 1948 | 80,002     | 76,897         | 96.12        |
| 1949 | 81,773     | 79,692         | 97.46        |
| 1950 | 84,115     | 80,589         | 95.81        |
| 1951 | 84,541     | 78,441         | 92.78        |
| 1952 | 85,808     | 63,278         | 73.74        |
| 1953 | 86,981     | 64,558         | 74.22        |
| 1954 | 88,239     | 63,589         | 72.06        |
| 1955 | 90,077     | 67,813         | 75.28        |
| 1956 | 90,172     | 67,984         | 75.39        |
| 1957 | 90,928     | 65,565         | 72.11        |
| 1958 | 91,767     | 65,478         | 71.35        |
| 1959 | 92,641     | 64,700         | 69.84        |
| 1960 | 94,302     | 61,100         | 64.79        |
| 1961 | 94,287     | 57,599         | 61.09        |
| 1962 | 95,181     | 55,310         | 58.11        |
| 1963 | 96,156     | 53,888         | 56.04        |
| 1964 | 97,182     | 52,344         | 53.86        |
| 1965 | 99,209     | 52,657         | 53.08        |
| 1966 | 99,036     | 53,655         | 54.18        |
| 1967 | 100,196    | 49,638         | 49.54        |
| 1968 | 101,331    | 46,117         | 45.51        |
| 1969 | 102,536    | 42,275         | 41.23        |
| 1970 | 104,665    | 39,724         | 37.95        |
| 1971 | 106,100    | 39,279         | 37.02        |
| 1972 | 107,595    | 40,426         | 37.57        |
| 1973 | 109,104    | 38,854         | 35.61        |
| 1974 | 110,573    | 37,769         | 34.16        |
| 1975 | 111,940    | 37,744         | 33.72        |
| 1976 | 113,094    | 38,715         | 34.23        |
| 1977 | 114,165    | 39,834         | 34.89        |
| 1978 | 115,190    | 41,319         | 35.87        |
| 1979 | 116,155    | 42,277         | 36.40        |
| 1980 | 117,060    | 41,835         | 35.74        |
| 1981 | 117,902    | 43,234         | 36.67        |
| 1982 | 118,728    | 44,955         | 37.86        |
| 1983 | 119,536    | 44,869         | 37.54        |
| 1984 | 120,305    | 45,346         | 37.69        |
| 1985 | 121,049    | 46,105         | 38.09        |
| 1986 | 121,660    | 46,050         | 37.85        |
| 1987 | 122,239    | 45,958         | 37.60        |
| 1988 | 122,745    | 45,736         | 37.26        |
| 1989 | 123,205    | 42,615         | 34.59        |
| 1990 | 123,611    | 39,892         | 32.27        |
| 1991 | 124,101    | 37,765         | 30.43        |
| 1992 | 124,567    | 37,237         | 29.89        |
| 1993 | 124,938    | 37,164         | 29.75        |
| 1994 | 125,265    | 37,425         | 29.88        |
| 1995 | 125,570    | 38,585         | 30.73        |
| 1996 | 125,859    | 40,389         | 32.09        |
| 1997 | 126,157    | 41,689         | 33.05        |
| 1998 | 126,472    | 43,245         | 34.19        |
| 1999 | 126,667    | 45,322         | 35.78        |
| 2000 | 126,926    | 49,814         | 39.25        |
| 2001 | 127,316    | 53,284         | 41.85        |
| 2002 | 127,486    | 56,959         | 44.68        |
| 2003 | 127,694    | 60,851         | 47.65        |
| 2004 | 127,787    | 64,047         | 50.12        |
| 2005 | 127,768    | 67,423         | 52.77        |
| 2006 | 127,901    | 70,496         | 55.12        |
| 2007 | 128,033    | 70,053         | 54.71        |
| 2008 | 128,084    | 67,672         | 52.83        |
| 2009 | 128,032    | 65,951         | 51.51        |
| 2010 | 128,057    | 63,845         | 49.86        |
| 2011 | 127,834    | 61,102         | 47.80        |
| 2012 | 127,593    | 58,726         | 46.03        |
| 2013 | 127,414    | 55,316         | 43.41        |
| 2014 | 127,237    | 52,860         | 41.54        |
| 2015 | 127,095    | 51,175         | 40.27        |
| 2016 | 127,042    | 49,027         | 38.59        |
| 2017 | 126,919    | 46,702         | 36.80        |
| 2018 | 126,749    | 44,186         | 34.86        |
| 2019 | 126,555    | 41,867         | 33.08        |
| 2020 | 126,146    | 39,813         | 31.56        |
| 2021 | 125,502    | 38,366         | 30.57        |
| 2022 | 124,947    | 35,842         | 28.69        |
| 2023 | 124,352    | 33,882         | 27.25        |
| 2024 | 123,802    | 33,745         | 27.26        |
| 年 | 人口(千人) | 受刑者数（人） | 人口比（人） |
| - 出典 2024年の人口統計：2025年（令和7年）3月報（2024年（令和6年）10月確定値、2025年（令和7年）3月概算値） 1945～2023年の口統計：統計局＞統計データ>日本統計年鑑>本書の内容>第七十四回＞令和6年＞第2章 人口・世帯＞2-1 人口の推移 B表（Excel） 受刑者数 1945年：昭和43年版犯罪白書＞第三編 犯罪と犯罪者処遇の一〇〇年＞第三編 統計表＞III-10表 収容者年末人員(各年12月31日現在) 1946～2023年：令和6版犯罪白書＞第2編 犯罪者の処遇＞第4章 成人矯正＞第2節 刑事施設の収容状況＞1 刑事施設の収容状況＞2-4-2-1図 刑事施設の年末収容人員・人口比の推移 2024年：2024年矯正統計調査 24-00-03 施設別 年末収容人員 |            |                |              |

## 日本の刑務所一覧
奈良少年刑務所が2017年（平成29年）3月31日に、滋賀刑務所が2022年(令和4年)3月31日に閉鎖されたことで、日本の都道府県で奈良県と滋賀県には刑務所が存在していない。また、2019年（平成31年）3月31日に佐世保刑務所が、2022年3月31日に黒羽刑務所がそれぞれ閉鎖された。

### 北海道矯正管区
- 札幌刑務所 - 北海道札幌市東区東苗穂2-1-5-1
  - 札幌刑務所札幌刑務支所 - 北海道札幌市東区東苗穂2-1-5-2（女子収容施設）
- 旭川刑務所 - 北海道旭川市東鷹栖3線20-620（LB指標、B指標[97]）
- 帯広刑務所 - 北海道帯広市別府町南13-3
  - 帯広刑務所釧路刑務支所 - 北海道釧路市宮本2-2-5
- 網走刑務所 - 北海道網走市三眺
- 月形刑務所 - 北海道樺戸郡月形町1011
- 函館少年刑務所 - 北海道函館市広野町6-11

### 東北矯正管区
- 青森刑務所 - 青森県青森市大字荒川字藤戸88
- 宮城刑務所 - 宮城県仙台市若林区古城2-3-1（LB指標、B指標、T指標、YA指標、26歳以上30歳未満のL指標、性犯罪調査が必要と認められた者等[98]）
- 秋田刑務所 - 秋田県秋田市川尻新川町1-1
- 山形刑務所 - 山形県山形市あけぼの2-1-1
- 福島刑務所 - 福島県福島市南沢又字上原1
  - 福島刑務所福島刑務支所 - 福島県福島市南沢又字水門下66（女子収容施設）
- 盛岡少年刑務所 - 岩手県盛岡市上田字松屋敷11-11（刑終了時34歳未満のB指標、JB指標、YB指標[99]）

### 関東矯正管区
- 水戸刑務所（旧・水戸少年刑務所） - 茨城県ひたちなか市市毛847
- 栃木刑務所 - 栃木県栃木市惣社町2484（女子収容施設）
- 前橋刑務所 - 群馬県前橋市南町1-23-7
- 千葉刑務所 - 千葉県千葉市若葉区貝塚町192
- 市原刑務所 - 千葉県市原市磯ケ谷11-1
- 市原青年矯正センター- 〒290-0204 千葉県市原市磯ヶ谷157-１
- 府中刑務所 - 東京都府中市晴見町4-10（日本最大の刑務所施設）
- 横浜刑務所 - 神奈川県横浜市港南区港南4-2-2（LB指標、F指標[100]）
  - 横浜刑務所横須賀刑務支所 - 神奈川県横須賀市長瀬3-12-3
- 新潟刑務所 - 新潟県新潟市江南区山二ツ381-4
- 甲府刑務所 - 山梨県甲府市堀之内町500
- 長野刑務所 - 長野県須坂市馬場町45
- 静岡刑務所 - 静岡県静岡市葵区東千代田3-1-1
- 川越少年刑務所 - 埼玉県川越市南大塚6-40-1
- 松本少年刑務所 - 長野県松本市桐3-9-4（JB指標、YB指標[101]）

### 中部矯正管区
- 富山刑務所 - 富山県富山市西荒屋285-1
- 金沢刑務所 - 石川県金沢市田上町公1
- 福井刑務所 - 福井県福井市一本木町52
- 岐阜刑務所 - 岐阜県岐阜市則松1-34-1（LB指標[102]）
- 笠松刑務所 - 岐阜県羽島郡笠松町中川町23（女子収容施設）
- 名古屋刑務所 - 愛知県みよし市ひばりヶ丘1-1
  - 名古屋刑務所豊橋刑務支所 - 愛知県豊橋市今橋町15（女子収容施設）
- 三重刑務所 - 三重県津市修成町16-1

### 近畿矯正管区
- 京都刑務所 - 京都府京都市山科区東野井ノ上町20
- 大阪刑務所 - 大阪府堺市堺区田出井町6-1（西日本最大の刑務所施設）
- 神戸刑務所 - 兵庫県明石市大久保町森田120（LB指標、B指標、F指標[103]）
- 加古川刑務所 - 兵庫県加古川市加古川町大野1530
  - 加古川刑務所女子収容区 - 兵庫県加古川市加古川町大野（女子収容施設）
- 和歌山刑務所 - 和歌山県和歌山市加納383（女子収容施設）
- 姫路少年刑務所 兵庫県姫路市岩端町438（JB指標、YB指標[104]）

### 中国矯正管区
- 鳥取刑務所 - 鳥取県鳥取市下味野719
- 松江刑務所 - 島根県松江市西川津町67
- 岡山刑務所 - 岡山県岡山市北区牟佐765
- 広島刑務所 - 広島県広島市中区吉島町13-114
  - 広島刑務所尾道刑務支所 - 広島県尾道市防地町23-2
- 山口刑務所 - 山口県山口市松美町3-75
- 岩国刑務所 - 山口県岩国市錦見6-11-29（女子収容施設）

### 四国矯正管区
- 徳島刑務所 - 徳島県徳島市入田町大久200-1（LB指標、B指標[105]）
- 高松刑務所 - 香川県高松市松福町2-16-63
- 松山刑務所 - 愛媛県東温市見奈良1243-2
  - 松山刑務所西条刑務支所 - 愛媛県西条市玉津1-2（女子収容施設）
- 高知刑務所 - 高知県高知市布師田3604-1

### 九州矯正管区
- 福岡刑務所 - 福岡県糟屋郡宇美町障子岳南6-1-1
- 麓刑務所 - 佐賀県鳥栖市山浦町2635（女子収容施設）
- 長崎刑務所 - 長崎県諫早市小川町1650
- 熊本刑務所 - 熊本県熊本市中央区渡鹿7-12-1（LB指標、P指標[106]）
- 大分刑務所 - 大分県大分市畑中303
- 宮崎刑務所 - 宮崎県宮崎市糸原4623
- 鹿児島刑務所 - 鹿児島県姶良郡湧水町中津川1733
- 沖縄刑務所 - 沖縄県南城市知念字具志堅330（A指標、B指標、I指標、YA指標、YB指標[107]）
  - 沖縄刑務所八重山刑務支所 - 沖縄県石垣市真栄里412
- 佐賀少年刑務所 - 佐賀県佐賀市新生町2-1

### 医療刑務所

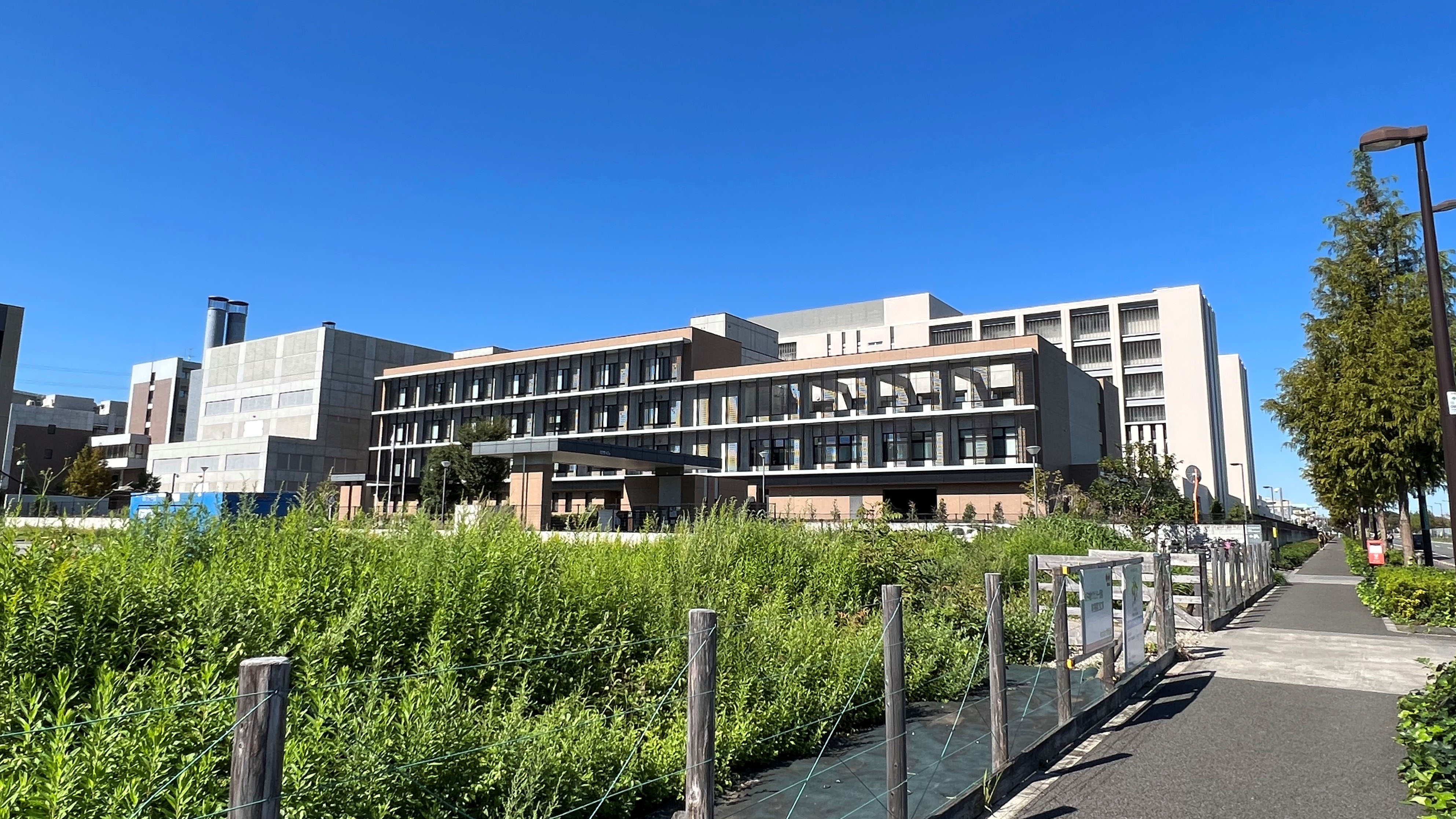
東日本成人矯正医療センター

- 東日本成人矯正医療センター - 東京都昭島市もくせいの杜二丁目 国際法務総合センター内 - （「総合病院」としての機能がある）＝八王子市の八王子医療刑務所・八王子少年鑑別所・府中市の関東医療少年院・相模原市中央区の神奈川医療少年院が、2017年（平成29年）11月[108]に移転集約された施設である。
- 岡崎医療刑務所 - 愛知県岡崎市上地4-24-16（精神障害者対象）
- 西日本成人矯正医療センター - 大阪府堺市堺区田出井町8-80
- 北九州医療刑務所 - 福岡県北九州市小倉南区葉山町1-1-1（精神障害者対象）

### 社会復帰促進センター（PFI方式で建設・運営する刑務所）

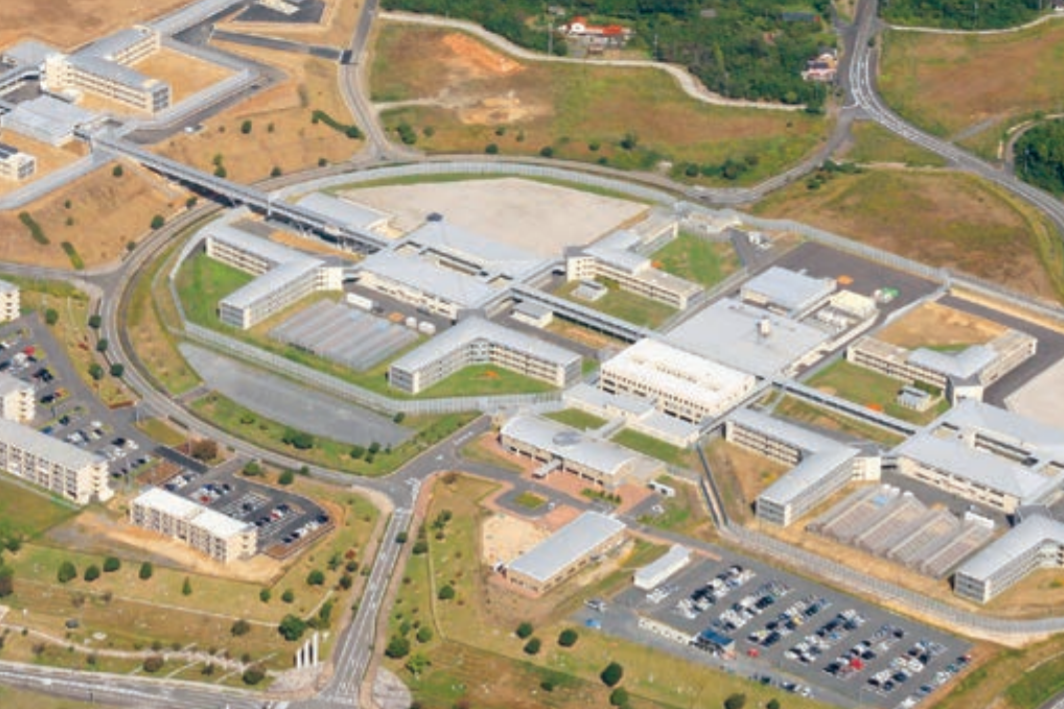
美祢社会復帰促進センター

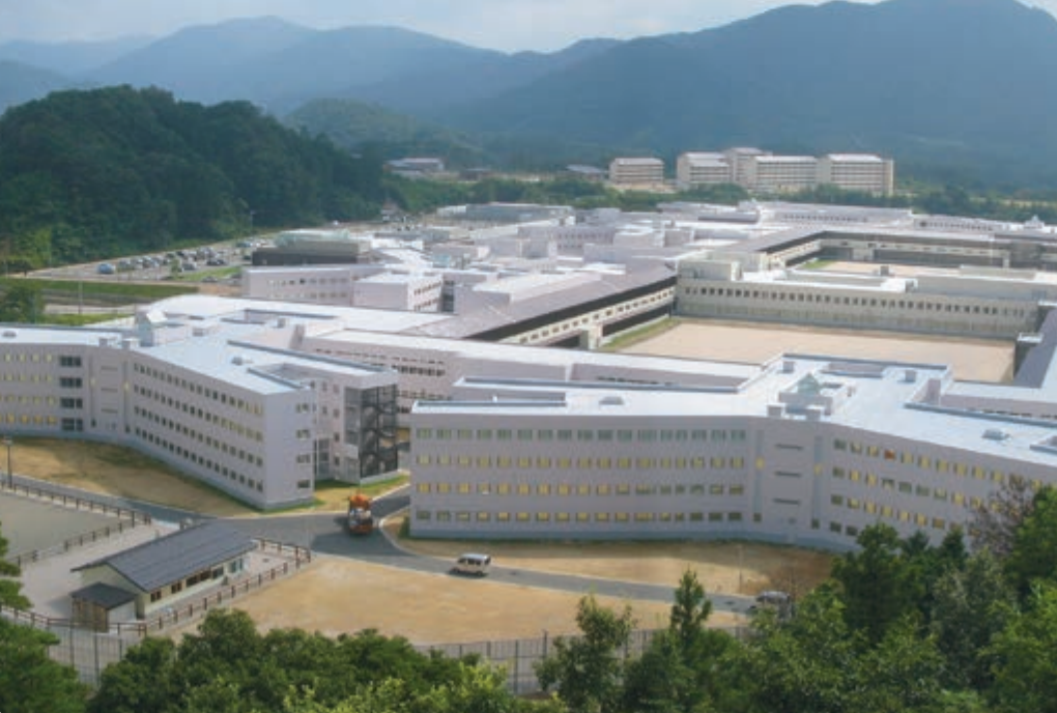
島根あさひ社会復帰促進センター

- 美祢社会復帰促進センター - 山口県美祢市豊田前町麻生下10
  - 美祢社会復帰促進センター女子収容棟 - 山口県美祢市（女子収容施設）
- 喜連川社会復帰促進センター - 栃木県さくら市喜連川5547
- 播磨社会復帰促進センター - 兵庫県加古川市八幡町宗佐544
- 島根あさひ社会復帰促進センター - 島根県浜田市旭町丸原380-15

## 主な不祥事・事件
- 大阪大学・大阪市立大学医学部入試問題密売事件 - 刑務所内で印刷される入試問題の漏えいは、他にも名古屋刑務所から南山大学の試験問題が流出した例がある[109]。
- 名古屋刑務所事件
- ファイル共有ソフトの使用によるコンピュータウイルス感染と情報漏洩